# Randgruppencombo
Die Randgruppencombo war eine Gerhard-Gundermann-Coverband des Landestheaters Tübingen (LTT) unter der Leitung von Heiner Kondschak.

## Geschichte
Heiner Kondschak, damals festangestellter künstlerischer Leiter des Kinder- und Jugendtheaters des Landestheaters Tübingen, wurde 1999 durch die Kassette einer Kollegin auf den ostdeutschen Liedermacher Gerhard Gundermann aufmerksam. Daraufhin stellte er eine Combo am Landestheater Tübingen zusammen, um die Lieder auch im Westen zu verbreiten. Gründungsmitglieder waren neben Schauspielern auch die Sekretärin, Regieassistentin und der Verwaltungsdirektor des Landestheaters Tübingen. Einziger Profimusiker war der Schlagzeuger Christian Dähn. Zur Randgruppencombo gehörten zehn Musiker aus ganz Deutschland, die im Laufe des Konzerts knapp 40 verschiedene Instrumente zum Einsatz brachten. Die Band hat ihr Programm stets ergänzt und auch bislang unveröffentlichte Gundermann-Songs gespielt.
Auf die Premiere im Jahr 2000 folgten weit über 200 Aufführungen, die Gerhard Gundermann in Süddeutschland bekannt machten. 2002 erfolgte ein Auftritt auf dem Berliner Museumsinselfestival.
Ab dem Jahr 2005 traf sich die Combo jährlich zu zwei Konzerten vor Weihnachten im immer ausverkauften Landestheater Tübingen und zum Jahreswechsel zu zwei bis drei Konzerten nacheinander in Berlin. Die Combo kam seit dem Jahr 2013 einmal jährlich nach Leipzig in das Werk 2, seit 2017 zudem nach Erfurt in die Alte Oper und nach Dresden in das „Tante Ju“. 2015 fand das 200. Konzert statt.
Im Jahr 2022 folgte eine Abschiedstournee durch Tübingen (Sommernachtskino und Landestheater Tübingen), Leipzig (Parkbühne GeyserHaus), Jena (F-Haus) und Berlin (Festsaal Kreuzberg). Beim letzten Konzert in Berlin wirkten auch die Witwe und die Tochter von Gerhard Gundermann, Conny und Linda Gundermann, mit.

## Veröffentlichungen
- 2001: Immer wieder wächst das Gras, Buschfunk
- 2004: live in Ost-Berlin, Buschfunk
- 2013: im Postbahnhof, Buschfunk
- 2022: Abschiedskonzert 2022. Live beim Sommernachtskino Tübingen (DVD), Buschfunk